# Naholou 25
Naholou 25 je české hudební uskupení. Založili ho v roce 1994 Jarda Svoboda, který hrál na mandolínu či klarinet, a houslista Jakub Sejkora poté, co odešli z rozpadající se skupiny Otcovy děti. Nově vzniklá skupina měla na svém repertoáru irské, ale i moravské písně či písně ze staré Prahy nebo židovské lidovky. Svoboda poté roku 1996 odešel a založil Traband. Členem Naholou 25 je i akordeonista Josef Jeřábek.

## Vystoupení
Kapela vystupovala například na svátku keltské kultury Beltine na hradě Křivoklát či v kostele U Jákobova žebříku na bazaru českých a korejských jídel, jehož výtěžek poslouží na nákup vánočních dárků pro pacienty Psychiatrické nemocnice Bohnice.
Na albech skupiny Traband coby hostující uskupení vystupuje také Naholou 25. Na kompaktním disku Hyjé! (2004) se podílí na písni „Vraťte mi mou hlavu“ a na koncertním DVD 10 let na cestě (2005) vystupovala ve skladbách „Krysy“ a „Stáda“.